# 久效磷
久效磷（英語：Monocrotophos）是一种有机磷杀虫剂，对人和鸟类也具有毒性。作为一种持久性有機污染物，已在美国等一些国家禁止使用。

## 使用
久效磷主要用于农业,且是一个相对便宜的农药。然而，它也经常作为一种自杀工具。